# Wolfblood - Sangue di lupo
Wolfblood - Sangue di lupo (Wolfblood) è una serie fantasy/soprannaturale britannica del 2012, creata da Debbie Moon, che ha debuttato nel Regno Unito sul canale CBBC Channel il 10 settembre 2012. In Italia è visibile sulla piattaforma streaming  Prime video. La serie è stata rinnovata per una terza stagione trasmessa dal 15 settembre 2014 al 27 ottobre dello stesso anno nel Regno Unito. In Italia è in onda dal 23 febbraio 2015. L'11 marzo 2015 è stata confermata la quarta stagione, uscita l'8 marzo 2016 nel Regno Unito su CBBC Channel. Gli episodi in inglese, sono disponibili nel canale YouTube di CBBC Channel.

## Trama
La serie segue le avventure di Maddy Smith e Rhydian Morris, due adolescenti col sangue di lupo nelle vene, che lottano per vivere la loro vita come lupi e cercano di mantenere nascosto il loro segreto. I due scopriranno l'amore l'uno per l'altra, mentre i loro due amici, Shannon Kelly e Thomas Okanawe, diventano sempre più sospettosi perché credono che nella brughiera, di notte, si aggirino strane creature.

### Prima stagione
Maddy conosce Rhydian, Sangue di Lupo come lei, e gli insegna ad ambientarsi e a vivere con gli umani. Il loro è un segreto e quindi gli amici di Maddy non devono venirlo a sapere, sennonché durante il corso della stagione cominciano ad avere sospetti, soprattutto Shannon, e per questo Maddy è sempre più indecisa riguardo al rivelare o meno il suo segreto. Alla fine di questa stagione arriva la madre di Rhydian, Ceri, e il fratellino Bryan che lo convincono a tornare nel branco familiare, così Rhydian parte, mentre Tom e Shannon scoprono il segreto di Rhydian, Maddy e della loro famiglia.

### Seconda stagione
Nella seconda stagione Rhydian ritorna ma, come si scoprirà negli episodi successivi, non da solo, suscitando la gelosia di Maddy: è stato infatti seguito da Jana, la figlia del capobranco, che dice di essere stata cacciata dal padre vuole sperimentare la vita umana, inizialmente il suo scopo reale sarà riportare per ordine del padre Rhydian nel suo branco sotto il perdono del padre, ma il padre di Jana non decide di perdonarlo volendogli impartire una punizione esemplare, così Jana decide di andare contro il suo stesso padre per difendere il suo amico, il padre le dice che non è più sua figlia, ma successivamente la madre di Rhydian tornerà dal figlio per riprendersi Jana e a condurla via, perché deve farla diventare la guida del branco poiché suo padre era stato cacciato.
Intanto un compagno di scuola dei ragazzi, Liam, non scopre per un soffio il segreto dei Sangue di Lupo. I ragazzi non fanno in tempo a gioire perché la dottoressa Whitewood raccoglie una prova schiacciante sulla loro esistenza. Rhydian riesce a distruggerla ma Maddy e la sua famiglia devono partire per salvare il loro segreto, portando Maddy e Rhydian a rivelare i loro sentimenti grazie a un bacio, ma con il rischio di non vedersi mai più.

### Terza stagione
La terza stagione inizia un paio di mesi dopo che Maddy e la sua famiglia hanno lasciato Stoneybridge. Rhydian affronta nuove sfide, pericoli e un complotto misterioso in cui le amicizie sono testate al limite. La dottoressa Whitewood riappare, con la disperata ricerca di prove sull'esistenza dei Sangue di lupi Jana torna dal branco selvaggio con un disperato bisogno di aiuto, portando con sé Meinir, Alan e la madre di Rhydian, Ceri. Il padre di Rhydian riemerge portando con sé nuovi pericolosi nemici. Rhydian scopre che gli alleati presunti potrebbero non essere quello che sembrano e vecchi nemici faranno sentire la loro presenza. Rhydian dovrà concentrarsi ed essere un buon leader per non causare l'estinzione della loro specie. La stagione si conclude con la partenza di Rhydian da Stoneybridge e il suo ricongiungimento con Maddy in Canada per poi restare a vivere lì con lei e la sua famiglia.

### Quarta stagione
Dopo essersi trasferita in un'altra città, Jana ha accettato di far parte della Segolia grazie alla quale ha una nuova missione: proteggere il segreto dei Sangue di lupo. Qui conoscerà nuovi giovani ragazzi Sangue di lupo, ossia Tj, Matei, Emilia e Celina con cui formerà un vero e proprio branco, di cui lei stessa sarà l'alpha. Ben presto, però, la giovane alpha dovrà correre molti pericoli per proteggere il loro segreto. Nel frattempo, nel branco dei Sangue di lupo selvaggi, il padre di Jana è stato avvelenato.
Jana farà tutto il possibile per capire chi è stato ad avvelenarlo e, quando lo scoprirà, provvederà insieme al suo branco ad esiliare il colpevole.
Dopo aver risolto la vicenda del padre, Jana, Tj, Matei, Katrina e la dott.ssa Whitewood faranno ritorno in città. Nel frattempo, l'amica di Katrina, Kay, pubblicherà online su tutti i Social Network, un video che dimostra l'esistenza dei Sangue di lupo rovinando così la missione di Jana, che, non riuscendo a tener nascosto il loro segreto, perderà il lupo che ha in sé.
Ma fortunatamente la dott.ssa Whitewood riuscirà ad ingannare Victoria, il capo della Segolia, restituendo così a Jana la sua parte selvaggia. Successivamente lei e il suo branco andranno in pubblico e mostreranno a tutti il loro segreto, pensando ormai sia meglio che tutti sappiano dell'esistenza dei Sangue di Lupo, in modo da non doversi più nascondere in futuro e vivere senza problemi.

## Episodi
| Stagione         | Episodi | Prima TV UK | Prima TV Italia |
| ---------------- | ------- | ----------- | --------------- |
| Prima stagione   | 13      | 2012        | 2013-2014       |
| Seconda stagione | 13      | 2013        | 2014            |
| Terza stagione   | 13      | 2014        | 2015            |
| Quarta stagione  | 12      | 2016        | 2017            |
| Quinta stagione  | 10      | 2017        | 2018            |